# Millán Jiménez
Millán Jiménez Garrido (nacido el 16 de septiembre de 2002 en Calahorra, La Rioja) es un jugador de baloncesto profesional español que mide 1,99 metros y juega de alero. Actualmente pertenece a la plantilla del Hiopos Lleida de la Liga Endesa, cedido por el Valencia Basket.

## Trayectoria
Formado en el ABQ de Calahorra de su ciudad natal, en 2018 firmó por Valencia Basket para integrarse en sus equipos de cantera. 
En la temporada 2018-19, siendo su primer año de juvenil formó parte del equipo que se clasificó para las finales del Adidas Next Generation Tournament que se disputó en Vitoria (tras ganar la previa disputada en Valencia) y que acabó en la cuarta posición del Campeonato de España. 
El 19 de diciembre de 2019, Millán hizo su debut con el primer equipo en la Euroliga en un encuentro frente al AX Armani Olimpia Milán, lo que le valió para ser el quinto jugador que inscribía su nombre en el muro de los sueños desde su creación.
El 5 de diciembre de 2020, hace su debut en la Liga ACB en un encuentro frente al Baloncesto Fuenlabrada y durante la misma temporada jugaría minutos de otro encuentro frente al FC Barcelona.
En la temporada 2020-21, con el filial de Liga EBA fue el mejor anotador de todos los grupos de esta competición (20,7 puntos de media), logrando el ascenso a la Liga LEB Plata. 
En la temporada 2021-22, disputó 31 partidos, de los cuales fueron 18 partidos de Liga Endesa (marcando su récord personal con 10 puntos y 5 recuperaciones en la victoria conseguida frente a Morabanc Andorra), uno de Supercopa Endesa y 12 en la Euroliga.
El 20 de agosto de 2022, se hace oficial su incorporación como jugador del primer equipo de Valencia Basket de la Liga Endesa.
El 8 de agosto de 2023, firma por el San Pablo Burgos de la Liga LEB Oro, cedido por el Valencia Basket.
El 19 de julio de 2024, firma por el Obradoiro CAB de la Liga LEB Oro, cedido por el Valencia Basket.
El 14 de julio de 2025, fichó por el Hiopos Lleida de la Liga Endesa, cedido por el Valencia Basket.

## Internacional
Ha formado parte de la selección española de baloncesto en categorías de formación. En 2021, disputó el Campeonato Mundial de Baloncesto Sub-19 disputado en Letonia, donde el conjunto nacional acabó en la quinta posición y Millán promedió de 14 puntos y 5,7 rebotes para 14,4 de valoración. 
En verano de 2022, logró la consecución de la medalla de oro con la selección española sub-20 en el Campeonato Europeo Sub-20 de Baloncesto Masculino, disputado en Montenegro, con unos promedios de 10 puntos y 2,4 rebotes para 11 de valoración.